# Diepenbeek
Diepenbeek est une commune néerlandophone de Belgique située en Région flamande dans la province de Limbourg.

## Communes limitrophes
|         | Genk       |         |
| Hasselt | Diepenbeek | Bilzen  |
|         | Kortessem  | Hoeselt |

## Héraldique
|  | La commune possède des armoiries qui lui ont été octroyées le 29 mars 1961. Ce sont celles de l'ordre teutonique, qui acquit le domaine et le village de Diepenbeek en 1678. Le village appartint à l'ordre jusqu'à la fin du XVIIIe siècle. Le support est Saint Servais, le saint patron local. Il figurait déjà sur le sceau du conseil municipal de 1434. Blasonnement : D'argent à une large croix de sable, l'écu placé devant un saint Servais debout, faisant face vers l'avant, avec un nimbe, vêtu de sa robe épiscopale, tenant une clé dans la main droite et un bâton d'évêque dans la main gauche, la courbe tournée vers l'extérieur, le tout d'or. (Traduction libre) - Arrêté de l'exécutif de la communauté : 6 février 1962 Source du blasonnement : Heraldy of the World,. |

## Évolution démographique
Graphe de l'évolution de la population de la commune.
- Source : DGS - Remarque: 1806 jusqu'à 1970=recensement; depuis 1971=nombre d'habitants chaque 1er janvier[3]